# Celestia

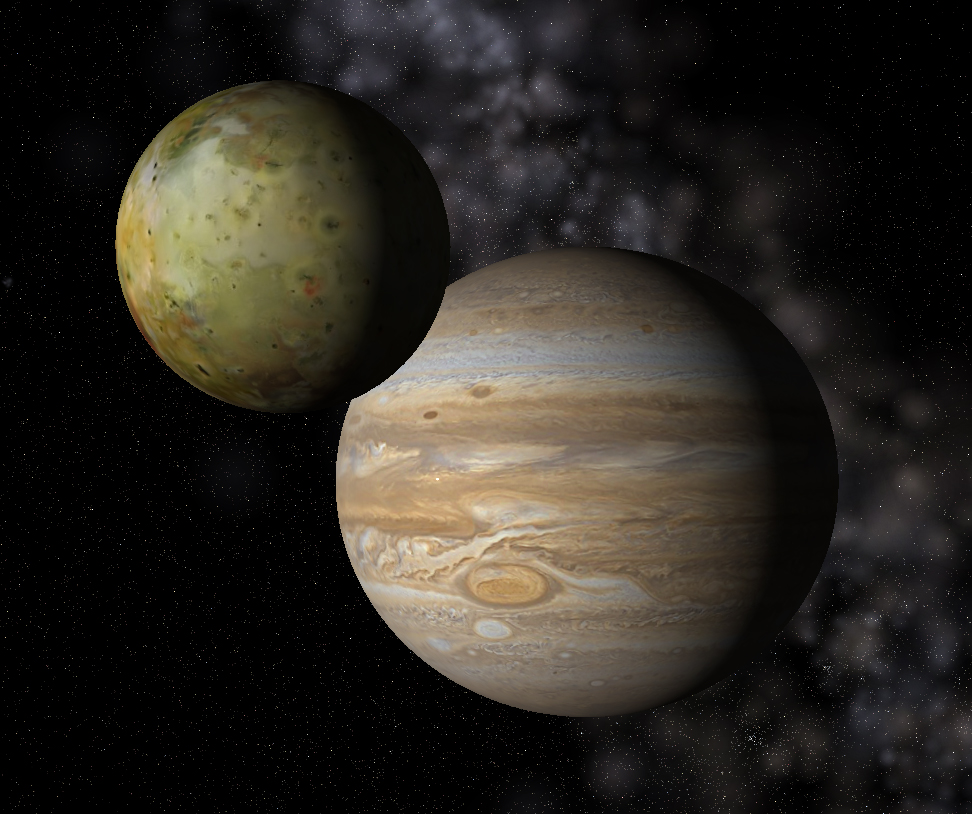

Celestia este un program free pentru Windows, Mac OS X, și GNU/Linux. Este creat de Chris Laurel, fiind sub Licența Publică Generală GNU.
Programul Celestia utilizează datele din Catalogul Hipparcos pentru a crea o reprezentare vizuală interactivă a obiectelor spațiale din Univers. Prin intermediul accelerării OpenGL, utilizatorii pot explora și vizualiza obiecte cosmice într-un mod tridimensional, de la sateliți artificiali și planete până la stele și galaxii.

## Caracteristici
Celestia oferă numeroase caracteristici principale care fac din acest program o modalitate fascinantă de a explora și vizualiza obiectele spațiale. Utilizatorii pot experimenta o reprezentare detaliată și interactivă a universului, de la sateliți artificiali până la galaxii, într-o scală realistă. Pentru a asigura precizie în informații, Celestia se bazează pe datele din Catalogul Hipparcos, furnizând detalii exacte despre obiectele din cosmos. Prin accelerarea OpenGL, programul oferă o grafică de înaltă calitate, permițând utilizatorilor să se bucure de vizualizări captivante și realiste. Cu ajutorul Celestia, explorarea spațiului și călătoria în timp devin posibile, oferind oportunități unice de a vizualiza și descoperi diverse obiecte cosmice. În plus, programul oferă funcții de personalizare, permițând utilizatorilor să adauge obiecte spațiale noi, să modifice texturile și să creeze tururi sau prezentări personalizate, facilitând astfel experiența individuală și explorarea creativă.

## Comunitate
Celestia se bucură de prezența unei comunități active de utilizatori care aduc contribuții valoroase programului. Acești utilizatori contribuie la dezvoltarea și îmbunătățirea constantă a Celestia prin adăugarea de noi funcționalități și caracteristici. Comunitatea este deschisă și încurajează utilizatorii să partajeze propriile lor creșteri, inclusiv adăugarea de obiecte spațiale personalizate și texturi unice. Această abordare permite personalizarea experienței fiecărui utilizator și adaugă o dimensiune suplimentară de creativitate și explorare. Pe lângă contribuții, comunitatea Celestia oferă suport și resurse suplimentare pentru utilizatori, astfel încât aceștia să poată beneficia de întrebări și asistență în cadrul comunității. Prin interacțiunea și schimbul de cunoștințe, comunitatea își propune să sprijine și să îmbunătățească experiența utilizatorilor Celestia.

## Dezvoltare
Dezvoltarea programului Celestia a fost un proces continuu și dinamic, în care s-au adus îmbunătățiri constante pentru a îmbogăți experiența utilizatorilor. Programul a fost creat inițial de Chris Laurel și a continuat să fie dezvoltat și actualizat de o echipă dedicată de dezvoltatori și contribuitori entuziaști. Aceștia au lucrat asiduu pentru a adăuga noi caracteristici și funcționalități, pentru a îmbunătăți performanța și pentru a răspunde nevoilor și feedback-ului utilizatorilor. Dezvoltarea Celestia s-a bazat pe tehnologia și cunoștințele în domeniul simulărilor spațiale, adaptându-se la schimbările și progresul în domeniul graficii și al tehnologiilor de afișare. Comunitatea activă de utilizatori a jucat un rol semnificativ în dezvoltarea programului, prin contribuțiile lor de cod, sugestii și testare. Această colaborare strânsă între dezvoltatori și utilizatori a contribuit la creșterea și rafinarea programului Celestia, aducând beneficii semnificative în explorarea și înțelegerea universului într-un mod captivant și interactiv.